# (15534) 2000 AQ164
A (15534) 2000 AQ164 a Naprendszer kisbolygóövében található aszteroida. A LINEAR projekt keretében fedezték fel 2000. január 5-én.